# Big Bazar
Pour les articles homonymes, voir Bazar (homonymie).
Le Big Bazar était un groupe français de variété, formé par Michel Fugain en 1972. Il a connu un succès ininterrompu jusqu'en 1977 grâce à ses chansons Une belle histoire, Attention mesdames et messieurs, Fais comme l’oiseau, Chante… Comme si tu devais mourir demain, La Fête, Bravo Monsieur le monde, Les Acadiens et Le Printemps, dont les thèmes traitent de l'amour, du bonheur, de la liberté et de la paix. Les médias français considèrent à ce titre que Michel Fugain « a incarné l'esprit hippie des années 1970 avec son Big Bazar et des chansons devenues des hymnes humanistes et libertaires ».

## Biographie
En 1971, le chanteur Michel Fugain découvre le groupe allemand Les Humphries Singers. Il décide alors de fonder sa propre troupe musicale et effectue des auditions. En 1972, il parvient à sélectionner dix chanteurs, comédiens et danseurs : Martine Chevallier, Stéphanie Coquinos, Roland Gibelli, Gérard Kaplan, Maurice Latino, Johnny Monteilhet, Jérôme Nobécourt, Christiane Mouron, Carine Reggiani et Valentine Saint-Jean,. Le Big Bazar vient de naître.
Michel Fugain compose les mélodies des chansons dont certaines sont aussi écrites par le compositeur et chanteur, Roger Candy comme « On était si bien », « Ainsi va la vie », « Le paradis », « Le rebelle », « Leda Leda », « Y a du soleil » et « Mon côté soleil »… 
Michel Fugain s'entoure des paroliers Vline Buggy, Pierre Delanoë et Maurice Vidalin pour l'écriture des textes. 
Le premier album remporte un grand succès grâce aux morceaux Attention mesdames et messieurs, Fais comme l'oiseau et Une belle histoire. Le Big Bazar enchaîne avec une tournée en France et au Québec, tout en sortant un deuxième album avec les titres Tout va changer, La Fête, Bravo Monsieur le monde et Chante… Comme si tu devais mourir demain,,.
En 1975, Michel Fugain et le Big Bazar réalisent une comédie musicale avec le réalisateur Pierre Sisser intitulée Un jour, la fête. La même année, le groupe sort également son troisième album avec les chansons Les Acadiens et Dis oui au maître, écrite par Claude Lemesle. En 1976, le Big Bazar se sépare après un quatrième disque et un enregistrement public à l'Olympia. Gérard Kaplan et Christiane Mouron continuent l'aventure sans Michel Fugain, jusqu'à ce que la troupe s'arrête définitivement en 1977.
En juin 2010, le producteur québécois Didier Morissonneau fait revivre le Big Bazar pour les Francofolies de Montréal. Plusieurs représentations sont ensuite données dans la salle Albert-Rousseau à Québec. Par ailleurs, en mars 2013, une compilation intitulée Fugain & Le Big Bazar atteint la 64e place du Top Albums en France. En mai 2017, des interprètes comme Anaïs, Arcadian, Chimène Badi, Ben l'Oncle Soul, Claudio Capéo, Corneille, Olivier Dion, Mickaël Dos Santos, Kids United, Florent Mothe, Damien Sargue et Victoria reprennent des chansons du Big Bazar pour l'album Chante la vie, chante.

## Membres
- Guylaine Allief (1976)
- Guy Battarel (1977)
- Brigitte Boisjoli (2010)
- Roger Candy (1972–1977)
- Martine Chevallier (1972–1973)
- Stéphanie Coquinos-Fugain (1972–1976)
- Jayme Rae Dailey (2010)
- Christian Dorfer (1973–1976)
- Daniel Dory (2010)
- Michel Fugain (1972–1976)
- Pierre Fuger (1972–1976)
- Roland Gibelli (1972–1976)
- Martin Giroux (2010)
- Gérard Kaplan (1972–1977)
- Jean-Pierre Lacot (1973–1977)
- Marc-Antoine Larche (2010)
- Maurice Latino (1972–1973)
- Caroline Marcoux (2010)
- José Massal (1976–1977)
- Johnny Monteilhet (1972–1976)
- Christiane Mouron (1972–1977)
- Dominique et Véronique Mucret (1973–1976)
- Jérôme Nobécourt (1972–1976)
- Gérard Pansanel (1975–1977)
- Mireille Perre (1976)
- Cordélia Piccoli (1973–1974)
- Philippe Pouchain (1976)
- Carine Reggiani (1972–1974)
- Valentine Saint-Jean (1972–1976)
- Sophie Vaillancourt (2010)

## Discographie
- 1972 : Fugain et le Big Bazar
- 1973 : Fugain et le Big Bazar no 2
- 1974 : À l'Olympia
- 1974 : En spectacle au Québec
- 1975 : Fugain et le Big Bazar no 3
- 1975 : Un jour, la fête
- 1976 : Fugain et le Big Bazar no 4
- 1976 : Enregistrement public Olympia 76
- 1977 : Le Big Bazar